# Giovanni Bellucci

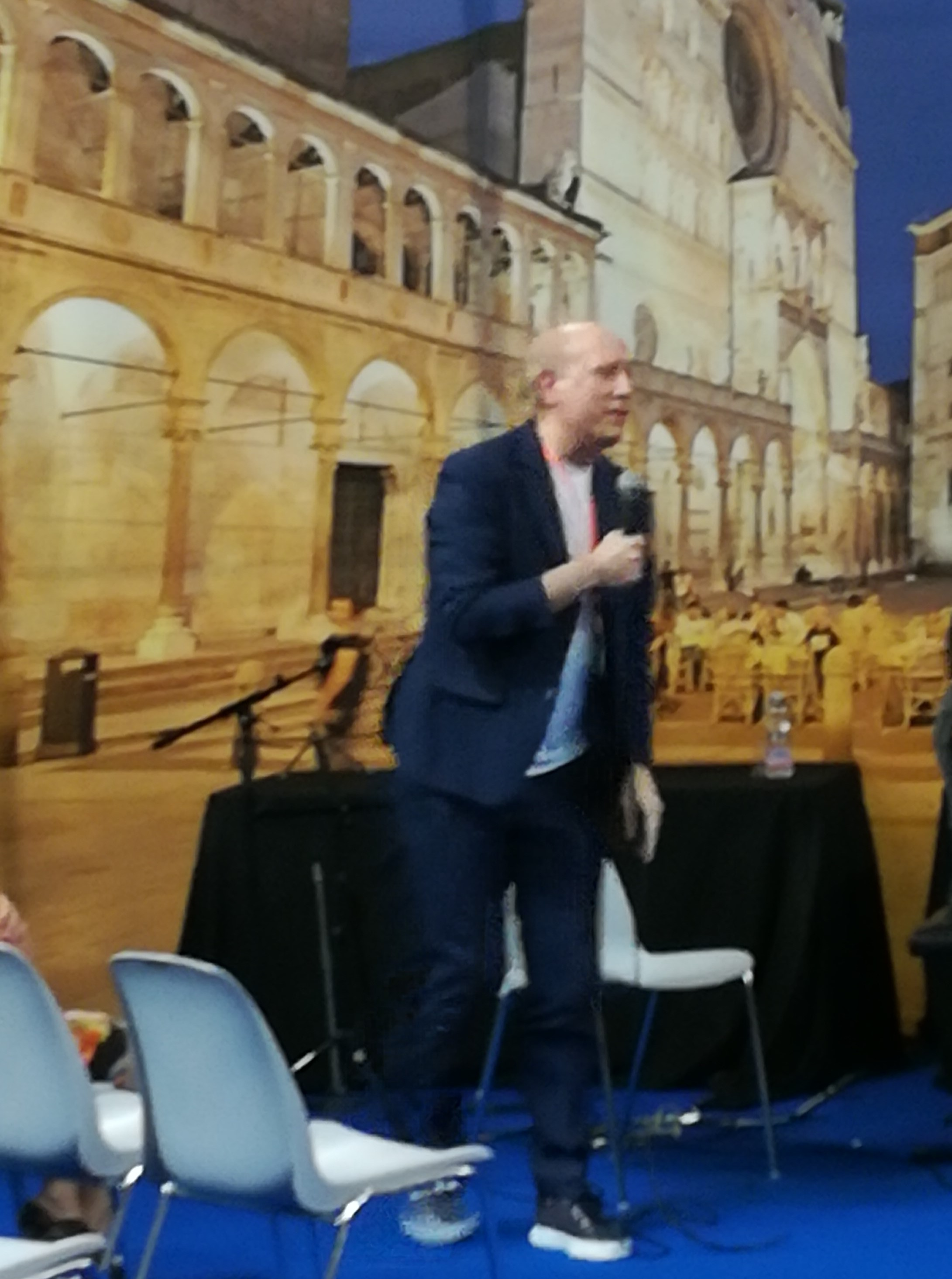
Giovanni Bellucci, 2018

Giovanni Bellucci (* 31. August 1965 in Rom) ist ein italienischer Pianist.

## Bibliographie
Giovanni Bellucci gilt als einer der bedeutendsten Interpreten der Klaviermusik: Diapason prämierte seine Aufnahme der von Franz Liszt transkribierten Opernarien Giuseppe Verdis und Vincenzo Bellinis, indem es sie in die Reihe der Top 10 der gesamten Aufzeichnungen des Lisztschen Werkes aufnahm. Diese von dem renommierten Kritiker Alain Lompech getroffene Auswahl teilte er mit berühmten Pianisten wie Martha Argerich, Claudio Arrau, György Cziffra und Krystian Zimerman.
Das Prädikat bestätigte die einstimmigen Wertungen der größten Fachzeitschriften wie „Choc de l’année“ der Classica Répertoire, „Choc“ der Le Monde de la musique, „Editor’s choice“ der britischen, die 5 Sterne der italienischen Musica, die 5 Sterne des BBC Music Magazine, „Cd exceptionnel“ des Répertoire, „ffff“ der Télérama, oder „Miglior Cd“ des Suono usw.
Es gibt keine zehn Pianisten seiner Art auf der Welt : er bringt uns das goldene Zeitalter des Klaviers zurück. So feierte Le Monde den Sieg Belluccis bei der World Piano Masters Competition von Monte Carlo (1996), am Höhepunkt einer langen Reihe von Auszeichnungen im Rahmen großer internationaler Wettbewerbe  („Königin Elisabeth“ in Brüssel,  „Prager Spring“, „Casella“ der RAI (italienischer Rundfunk), „C.Kahn“ in Paris, „Busoni“ und  Preis „F.Liszt“).
Accord-Universal hat soeben das Gesamtwerk der Ungarischen Rhapsodien von Liszt und die CD „Chopin Metamorphoses“ veröffentlicht, wo Giovanni Bellucci einige Stücke als weltweite Première wie das Konzert Nr. 1 von Chopin/Tausig aufgeführt hat.

## Diskographie
- Beethoven Complete Piano Sonatas Vol. I, 2017, Brilliant Classics
- Franz Liszt  Les 19 Rhapsodies Hongroises – Rhapsodie Roumaine, 2011, Accord Universal
- Chopin Métamorphoses, 2010, Accord Universal
- Olivier Greif: Works, 2010, Accord Universal
- Rarities of Piano Music, from the Husum Festival, Works by Busoni, 2010, Danacord
- Franz Liszt: Paraphrases d'opéras de Bellini e Verdi, 2009, Warner Classics
- Beethoven Klaviersonaten und Symphonien Vol. I, 2009, Warner Classics
- Beethoven Klaviersonaten und Symphonien Vol. II, 2009, Warner Classics
- Beethoven Klaviersonaten und Symphonien Vol. III, 2009, Warner Classics
- 60 years of the International Competition Prague Spring, 2008, Ceski Rozhlas
- Hector Berlioz Symphonie Fantastique Piano transcription by Franz Liszt, 2006, Decca
- Franz Liszt. Oeuvres pour piano et orchestre et pour piano solo, 2006, Accord Universal
- Rarities of Piano Music, from the Husum Festival, Works by Liszt and Gottschalk , 2002, Danacord
- Editor's choice. The 10 best CDs of the month, 2000, Gramophone
- Franz Liszt/Ferruccio Busoni: Fantaisie et fugue Ad nos ad salutarem undam – Beethoven Sonate n.29 Hammerklavier, 1999, Assai
- Tchaikowski Piano Concerto n.1, 1995, RGIP
- Concorso Opera Prima Philips, 1991, Philips